# De Koningin & Ik
De Koningin & Ik is een zevendelige Nederlandse televisieserie van Omroep MAX die op Koninginnedag 2011 voor het eerst te zien was. In elke uitzending blikken bekende en minder bekende Nederlanders terug op hun bijzondere, gedenkwaardige ontmoeting(en) met Koningin Beatrix. In een serie portretjes, verdeeld in thema's, vertellen zij over de omstandigheden van de ontmoeting, vaak op de oorspronkelijke ontmoetingsplek, kijken naar de beelden en tonen foto’s en voorwerpen die aan de ontmoeting herinneren.
De meer dan zestig personen die over hun ontmoetingen vertellen schrijven ook allemaal een persoonlijke boodschap aan de majesteit in een groot, fraai boek. Deze is in de slotaflevering persoonlijk door zes deelnemers aan Koningin Beatrix overhandigd op paleis Huis ten Bosch.
Bekende Nederlanders die aan de serie meewerkten zijn onder meer Liesbeth List, Hans Klok, Wibi Soerjadi, Jochem van Gelder, Rob de Nijs en Danny de Munk. Het programma heeft ook thema's als sport, dans, paarden en kunst. Hierin wordt de band die de koningin heeft met deze thema's onder de aandacht gebracht door onder anderen Erica Terpstra, Jiří Kylián en Tineke Bartels. Verder komt in elke aflevering een nationale ramp aan de orde waar de koningin haar medeleven heeft betuigd, zoals de Bijlmerramp, vuurwerkramp en het drama in Apeldoorn.
Het themanummer van de serie is een bewerking van het nummer You van Ten Sharp.